# Anselmo di Besate
Anselmo di Besate, detto Peripatetico, (Milano, 1020 ca. – dopo il 1048) è stato un retore italiano attivo nell'XI secolo, in particolare presso la corte di Enrico III.

## Vita
Proveniente dalla famiglia dei conti di Besate, discendente del Canossiano Sigifredo di Lucca, studia con ogni probabilità a Parma, pressappoco negli stessi anni in cui vi si trovava Pier Damiani, e a Reggio Emilia. Per le sue competenze filosofico-retoriche gli è stato attribuito il soprannome di Peripatetico. Come egli stesso testimonia, fu notaio della cancelleria dell'imperatore Enrico III e quindi suo cappellano. Mancano riferimenti alla sua persona successivi al 1048.

## Opere
Oltre ad un trattato di retorica (De materia artis) andato perduto, fu autore di una curiosa opera chiamata Rhetorimachia, scritta attorno al 1047 e composta di tre libri, che ci resta (in una forma probabilmente non completa) in due manoscritti corredati da glosse, forse autografe. Sul modello delle controversiae e delle declamationes antiche, essa presenta una disputa, probabilmente fittizia, fra Anselmo e il cugino Rotilando, che probabilmente non è null’altro che un alter ego ‘malvagio’ di Anselmo stesso. 
L'opera, che procede per disordinato accumulo di materiali, tutti volti ad accusare Rotilando nei modi più disparati, dispiega una straordinaria competenza nel campo della retorica: Anselmo si mostra in grado di utilizzare moltissimi degli elementi di questa disciplina, tanto che si è supposto che egli abbia composto la Rhetorimachia per mostrare al sovrano Enrico III le proprie eccezionali competenze letterarie. Ciò farebbe dello scritto uno dei primi esempi di 'letteratura mondana', e non religiosa, del Medioevo occidentale .
Di particolare interesse è una visione inserita all'inizio nel II libro, che anticipa vagamente il gusto e il tono delle novelle italiane del secolo successivo. Anselmo si ritrova nell'aldilà in compagnia dei suoi antenati, che vorrebbero trattenerlo in Paradiso, mentre tre fanciulle, che rappresentano le tre discipline del trivium, grammatica, dialettica e retorica, vorrebbero riportarlo sulla terra. Avi e arti si contendono Anselmo, che riesce a risvegliarsi prima di dover prendere una decisione, anche se egli ammette, in maniera sorprendente, che avrebbe preferito tornare sulla terra assieme alle fanciulle, rappresentanti della cultura mondana. 
Usando tra i suoi modeli principali un Aristotele filtrato da Boezio, e Cicerone, l'opera racchiude procedimento che, qualche decennio più tardi, Adalberto di Samaria organizza nei Praecepeta dictaminum, rafforzati dalle pubblicazioni dell'epoca dovute a Uguccione da Pisa.